# Martin-Sebastian Abel

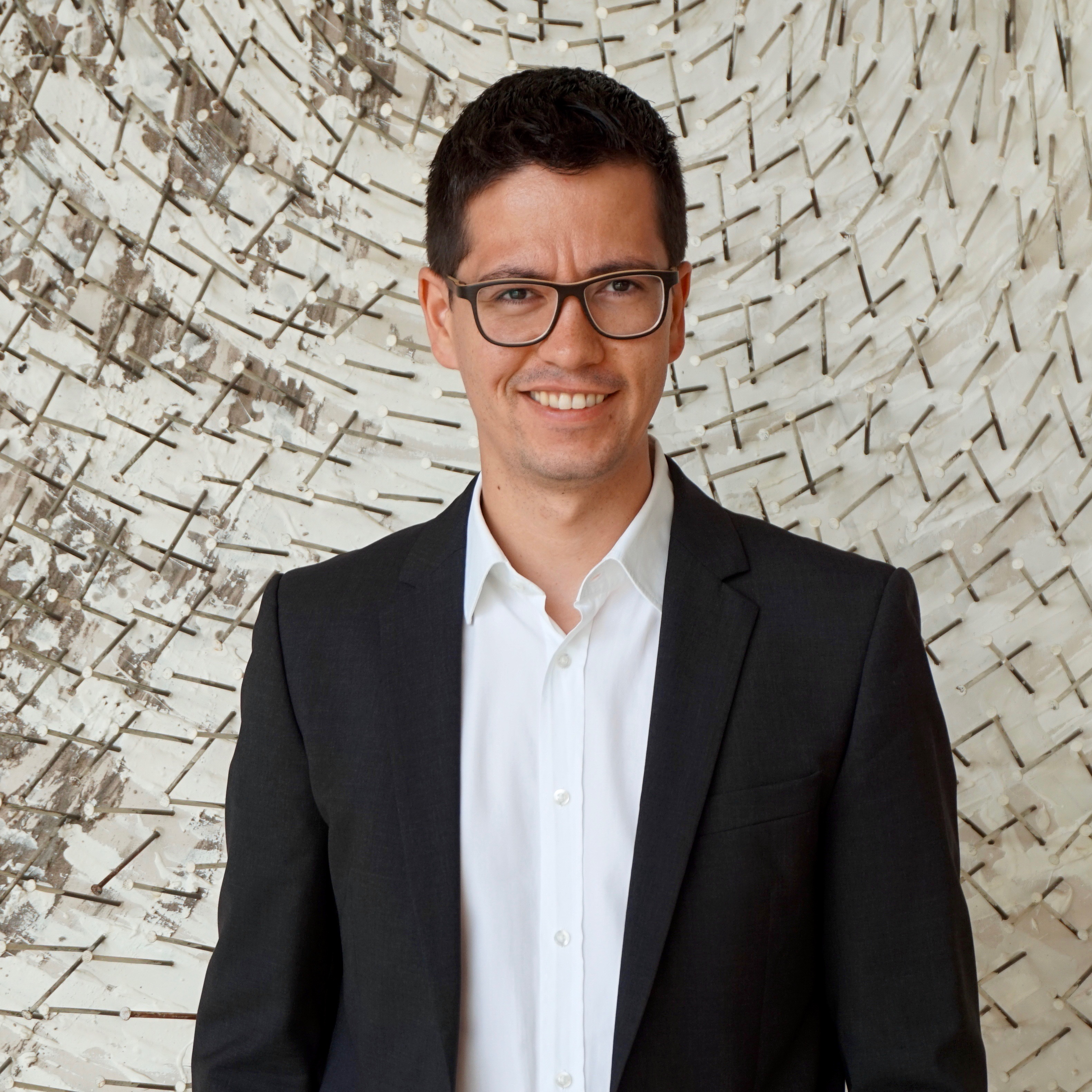
Martin-Sebastian Abel, 2015

Martin-Sebastian Abel (* 8. Mai 1985 in Leipzig als Martin-Sebastian Hagen) ist ein deutscher Unternehmer und Politiker (FDP, bis 2023 Bündnis 90/Die Grünen).

## Herkunft, Studium und Beruf
Martin-Sebastian Abel war vier Jahre alt, als seine Mutter mit ihm 1989 über die Deutsche Botschaft Prag in die Bundesrepublik floh. Er studierte evangelische Theologie an der Kirchlichen Hochschule Wuppertal/Bethel und an der Ruhr-Universität Bochum mit dem Ziel, Pfarrer zu werden, schloss sein Studium aber im Fach Religionswissenschaft an der Ruhr-Universität Bochum ab. Neben seinem Studium arbeitete er für den damaligen Parlamentarischen Geschäftsführer und umweltpolitischen Sprecher der Grünen-Landtagsfraktion in Nordrhein-Westfalen Johannes Remmel und später für den Landtagsabgeordneten Stefan Engstfeld. Nach seiner Zeit als Abgeordneter (2012–2017) arbeitete er bei der NRW.Bank, der Förderbank des Landes Nordrhein-Westfalen und wechselte anschließend in die Unternehmensberatung. An der WHU - Otto Beisheim School of Management absolvierte er ein Studium mit dem Abschluss Master of Business Administration (MBA). Abel war „Public Sector ESG Lead“ für die EMEA-Region bei KPMG. Er gründete eine Unternehmensberatung für Strategie und Nachhaltigkeit.

## Politik
Abel war von 2002 bis 2023 Mitglied von Bündnis 90/Die Grünen. Von 2003 bis 2006 war er im Landesvorstand der Grünen Jugend Nordrhein-Westfalen. Von 2007 bis 2016 engagierte er sich als Sprecher der Landesarbeitsgemeinschaft Kultur von Bündnis 90/Die Grünen NRW. Von 2009 bis 2014 war er Mitglied der Bezirksvertretung 2 (Stadtteile Flingern und Düsseltal) seiner Heimatstadt Düsseldorf.
Bereits zur Landtagswahl 2005 trat er als Direktkandidat der Grünen an und war mit Anfang 20 der jüngste aller Düsseldorfer Kandidaten. 2010, 2012 und 2017 kandidierte Abel jeweils für das Direktmandat im Landtagswahlkreis Düsseldorf IV. 2010 kandidierte er erstmals auf der Reserveliste der Grünen zur Landtagswahl, verpasste den Einzug in das Parlament nur knapp. Bei der Landtagswahl 2012 rückte er für die Ministerin für Schule und Weiterbildung Sylvia Löhrmann am 2. November 2012 als Abgeordneter in den Landtag nach.
Im Landtag war er Mitglied in den Ausschüssen für Kultur und Medien sowie Innovation, Wissenschaft und Forschung, bis er Anfang 2015 zum haushalts- und finanzpolitischen Sprecher seiner Fraktion gewählt wurde. Seitdem war er Sprecher seiner Fraktion im Haushalts- und Finanzausschuss sowie im Unterausschuss Personal des Landtags. Zudem war Abel Obmann in der Enquete-Kommission zur Bewertung der Tragfähigkeit der öffentlichen Haushalte des Landtages, die von 2013 bis 2015 arbeitete. Er blieb stellvertretendes Mitglied im Ausschuss für Kultur und Medien sowie im Ausschuss für Klimaschutz, Umwelt, Naturschutz, Landwirtschaft und Verbraucherschutz.
Als tierschutzpolitischer Sprecher seiner Fraktion setzte sich Martin-Sebastian Abel besonders für ein Zentrum für tierversuchsfreie Verfahren ein, das schließlich 2015 am Leibniz-Institut in Düsseldorf eingerichtet wurde. Bei der Zusammenlegung der Versorgungsrücklage und des Versorgungsfonds zum Pensionsfonds des Landes NRW, forderte Abel mit seiner Fraktion die Einführung von sozialen und ökologischen Anlagekriterien. Das Finanzministerium veröffentlichte im Mai 2017 die umfangreichen Anlagekriterien, die neben Ausschlüssen für ethisch problematische Investitionen auch strenge ESG-Kriterien enthalten.
Mit der Landtagswahl 2017 schied Abel aus dem Landtag aus, da seine relative gute Listenplatzierung nicht ausreichte, um bei einem relativ schwachen Ergebnis der Grünen wieder in den Landtag einzuziehen. 2024 machte Abel öffentlich, dass er den Freien Demokraten (FDP) beigetreten sei und die Grünen bereits ein Jahr zuvor verlassen hat.

## Positionen
Nach der Bundestagswahl 2013 sprach sich Abel gemeinsam mit dem Düsseldorfer CDU-Bundestagsabgeordneten Thomas Jarzombek offen für ein schwarz-grünes Bündnis auf Bundesebene aus. Beide Abgeordnete outeten sich als Mitglieder der sog. Pizza-Connection.
Im Zuge der Diskussion um das Ruhegehalt des ehemaligen Düsseldorfer Oberbürgermeisters Dirk Elbers forderte Abel mit seinem Kollegen Markus Weske (SPD) eine Reform der Regelung für die Bezüge von Oberbürgermeistern, Bürgermeistern und Landräten in Nordrhein-Westfalen. Beide Abgeordnete schlugen für ausgeschiedene Wahlbeamte auf Zeit vor, nach einem Anspruch auf ein Übergangsgeld erst mit dem Erreichen der Altersgrenze eine Pension auszuzahlen. Im Zuge der Dienstrechtsreform beschloss der Landtag 2016, die Regelung für ein sofortiges Ruhegehalt abzuschaffen. Die Regelungen der Reform umfassten auch Modelversuche für Zeitwertkontenmodelle, eine Ausweitung der Möglichkeiten für Teilzeitarbeit sowie eine umstrittene Frauenquote, welche letztlich als verfassungswidrig zurückgewiesen wurde. Gleichzeitig wurden die Besoldungsstufen A3 und A4, die unweit vom Mindestlohn lagen, abgeschafft und die Jubiläumszulage für Beamte wieder eingeführt. Abel, der koalitionsintern als Architekt der Reform galt, rechtfertigte die Änderungen und die dadurch verbundenen Mehrausgaben mit dem Verweis auf die Attraktivität des öffentlichen Dienstes im Wettbewerb mit der Privatwirtschaft.
Abel hat sich wiederholt gegen die Inbetriebnahme der umstrittenen CO-Pipeline der Bayer AG positioniert.
Er setzt sich für den Schutz von Delfinen ein und lehnt Delfinarien in Zoos ab. Er unterstützt den NABU und die NRW-Partnerzoos, um die Rückkehr des Wolfes nach NRW zu begleiten und die Bevölkerung zu informieren, durch die Patenschaft für einen Wolf im Wuppertaler Zoo. In einem Aufsatz mit dem Tierethiker Clemens Wustmans äußerte sich Abel kritisch zu der Haltung von Tieren für Unterhaltungszwecke.

## Ehrenamt
Abel sammelte bei Benefiz-Laufveranstaltungen wiederholt Spenden für das Projekt „GuteNachtBus“, das Obdachlosen in Düsseldorf hilft.
Er ist Mitglied in mehreren Vereinen und Organisationen, u. a. NABU, Förderkreis Mahn- und Gedenkstätte Düsseldorf, Fortuna Düsseldorf, Düsseldorfer EG und dem Freundeskreis Amerika Haus NRW, dessen Vorstand er angehört.

## Auszeichnungen
Abel nahm am IVLP-Austauschprogramm des U.S. Department of State teil. Er war Research Fellow des American Council on Germany und forschte im Rahmen des DZ Bank Fellowships zum Einfluss von Fossil Fuel Divestment auf das Finanzsystem in den USA. Er war Teil des NextGen Network des Aspen Institute sowie Teilnehmer am Aspen Leadership Seminar. Als USA-Experte ist er regelmäßig Gast in Fernseh- und Radiosendungen. Im Jahr 2025 wurde Abel in den European Leadership Accelerator des Millennium Leadership Program des Atlantic Council aufgenommen.